# Hana Benoniová
Hana Benoniová, rozená Dumková, (26. listopadu 1868 Grad – 10. září 1922 Praha-Královské Vinohrady) byla česká herečka.

## Životopis
Byla dcerou odborného spisovatele Josefa Dumka a autorky kuchařek Hany Dumkové. Herectví studovala u Otýlie Sklenářové-Malé, E. Peškové a F. A. Dessoira, který působil v pražském německém divadle v období 1880–1885.
Hrát začala v ochotnickém souboru Pokrok v Karlíně u Prahy v roce 1882. Do roku 1890 vystupovala ještě pod jménem Hana Dumková. Profesionální dráhu začala v roce 1884 ve smíchovské Aréně. Pohostinsky vystupovala také v Aréně v Kravíně a u ochotnických mimopražských souborů.
V roce 1885 byla ředitelem F. A. Šubertem angažována za členku souboru činohry pražského Národního divadla, za odcházející Marii Pospíšilovou, jejíž herecký obor částečně přebrala.. 
Stala se favoritkou ředitele Šuberta i Družstva a měla z mladých umělkyň nejvyšší plat. Např. v roce 1895 obdržela 4200 zl., zatímco Marie Laudová pouze 3600 zl. a Hana Kvapilová 2500 zl.
Přestože byla především představitelkou salónních dam a romantických tragických hrdinek a oslňovala krásou svých toalet, svých největších úspěchů dosáhla v realistických dramatech z moravské vesnice. V roce 1890 byla po boku Otilie Sklenářové-Malé první Jenůfou v dramatu Její pastorkyňa Gabriely Preissové. V roce 1894 vytvořila v Národním divadle titulní roli v premiérovém uvedení Maryši. Pro roli ji vybrali přímo bratři Mrštíkové a upřednostnili ji před Marií Laudovou.
Po odchodu ředitele Šuberta v roce 1900 začala její hvězda upadat. Nová správa divadla dávala přednost jiné dramaturgii a jiným umělcům (moderní dramatice a např. Haně Kvapilově. Divadelní kruhy ji zazlívaly až příliš úzké intimní styky s ředitelem Šubertem (Anna Lauermannová-Mikšová ji ve svých denících označila za jednu z Šubertových milenek).
V roce 1902 vyšla najevo její spojitost s defraudační aférou ve  Svatováclavské záložně, kdy jí z odcizených peněz hlavní viník aféry Josef Ort financoval luxusní kostýmy, a ona ztratila dřívější popularitu a nějaký čas se kvůli negativním reakcím publika nemohla objevit na scéně. V Národním divadle pak setrvala až do roku 1910, kdy odešla do důchodu. Později hostovala u význačných kočovných divadelních společností na venkově a v roce 1917 nastoupila do zájezdového souboru Česká činohra.
Od roku 1919 až do své smrti v roce 1922 působila v Divadle na Vinohradech.
Její jevištní projev navazoval na deklamační školu patetického herectví ze 60. a 70. let 19. století. Vystupovala především v rolích salónních dam a mladých tragických milovnic.
Jejím manželem byl Bohumil Benoni (1862–1942), zpěvák-barytonista, sólista opery Národního divadla v Praze. Svatba se konala v roce 1890 v Praze. Měli jednu dceru, Barboru.
Je pochována na Vyšehradském hřbitově v Praze. Některé zdroje uvádějí chybné datum úmrtí.

## Divadelní role, výběr

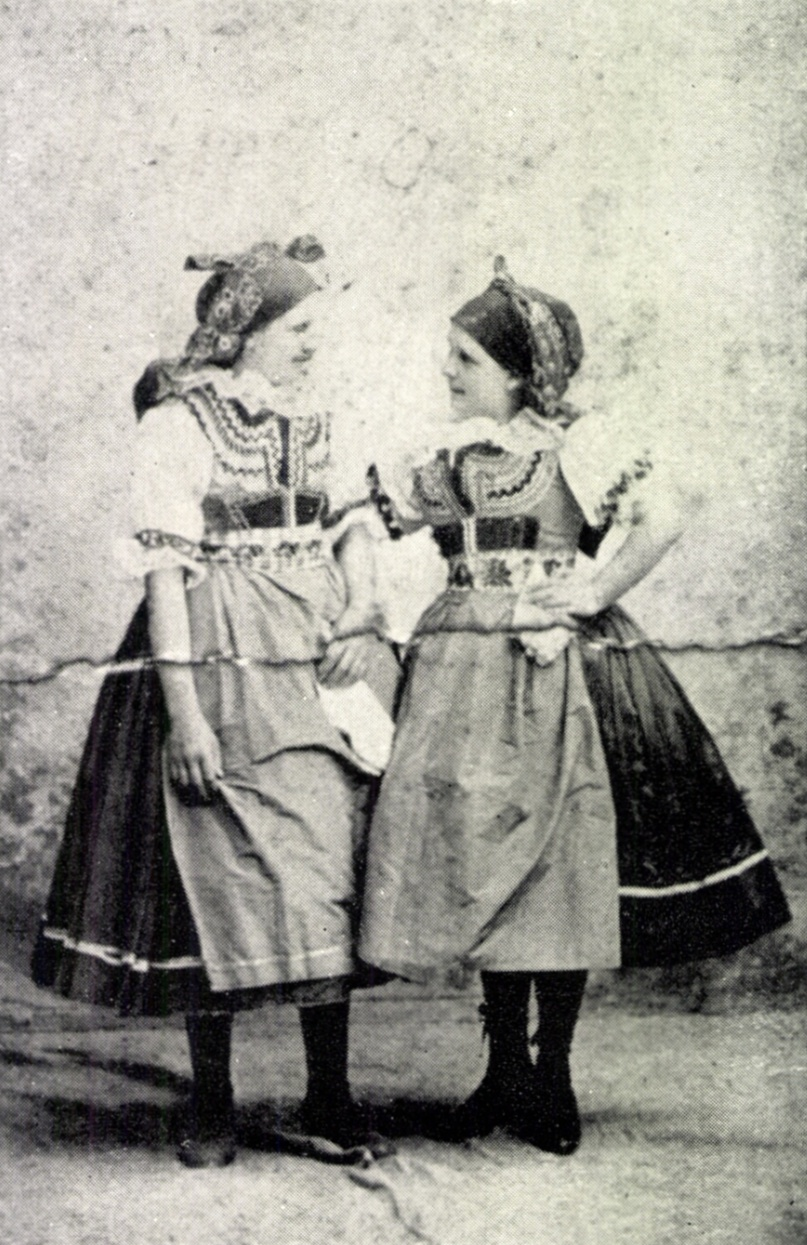
Hana Benoniová jako Maryša (1894) ve společnosti děvčete z Divák

- 1884 J. W. Goethe: Faust, Markétka, Aréna v Kravíně
- 1884 Friedrich Schiller: Panna Orleánská, titul. role, Aréna na Smíchově
- 1893 William Shakespeare: Othello, mouřenín benátský, Desdemona, Národní divadlo, režie Josef Šmaha
- 1894 bratři Mrštíkové: Maryša, titul. role, Národní divadlo, režie Edmund Chvalovský
- 1898 William Shakespeare: Král Lear, Kordelie, Národní divadlo, režie Jakub Seifert
- 1908 bratři Mrštíkové: Maryša, titul. role, Národní divadlo, režie Jaroslav Kvapil
- 1919 Alois Jirásek: Vojnarka, Madlena Vojnarová, Národní divadlo, režie Jaroslav Hurt
- 1919 August Strindberg: Tanec smrti, Alice, Vinohradské divadlo, režie K. H. Hilar
- 1921 D. S. Merežkovskij: Carevič Alexej, carevna, Divadlo na Vinohradech, režie Václav Vydra nejst.